# Jamul
Jamul (/hɑːˈmuːl/) ist ein census-designated place (CDP) im San Diego County im US-Bundesstaat Kalifornien. Das U.S. Census Bureau hat bei der Volkszählung 2020 eine Einwohnerzahl von 6.179 auf deiner Fläche von 43,6 km² von ermittelt.

## Geographie
Jamul liegt im Süden des Bundesstaates Kalifornien im Südwesten der Vereinigten Staaten, etwa 15 Kilometer von der südlichen Grenze zu Mexiko sowie 23 Kilometer vom Pazifik im Westen entfernt. Etwa sieben Kilometer östlich erstreckt sich der 1900 Quadratkilometer große Cleveland National Forest.
Nahegelegene Städte sind unter anderem Chula Vista (3 km südlich), El Cajon (5 km nördlich), La Mesa (7 km nordwestlich) und National City (13 km südwestlich). Nächste größere Stadt ist mit über 1,3 Millionen Einwohnern das etwa zehn Kilometer westlich gelegene San Diego.

## Geschichte
Jamul befand sich ursprünglich auf mexikanischem Boden, wurde aber 1831 vom mexikanischen Gouverneur Manuel Victoria dem letzten kalifornischen Gouverneur, Pío Pico, zugestanden. 1837 wurde die dort errichtete Ranch von den Diegueño-Indianern angegriffen, wobei mehrere Verteidiger starben und zwei Frauen entführt wurden. In der Folge verwaiste das Land und wurde immer wieder von illegalen Siedlern bewohnt, die jedoch auch wieder von den Indianern vertrieben wurden. Seit 1854 wurde sie von Henry Stanton Burton bewohnt, dem Anführer der ersten Mission des Gebietes.
In der Folge wechselte die Ranch häufig ihren Besitzer oder wurde als Pfand für Hypotheken genutzt.

## Verkehr
Aufgrund seiner Lage nahe San Diego befinden sich mehrere Fernverkehrsstraßen nahe Jamul. So sind die Interstates 5, 8, 15 und 805 nur wenige Kilometer von der Stadt entfernt. Über die California State Route 94, die durch das Stadtgebiet verläuft, besteht eine direkte Verbindung zur California State Route 125 sowie zu den drei in Nord-Süd-Richtung verlaufenden Interstates 5, 15 und 805.

## Demographie
Die Volkszählung 2010 ergab eine Einwohnerzahl von 6163, verteilt auf 1906 Haushalte und 1646 Familien. Die Bevölkerungsdichte lag bei 141 Personen pro Quadratkilometer. 86,0 % der Bevölkerung waren Weiße, 4,8 % Pazifische Insulaner, 2,4 % Asiaten, 2,1 % Schwarze und 0,5 % Indianer. 4,8 % entstammten einer anderen Ethnizität, 4,2 % hatten zwei oder mehr Ethnizitäten, 19,3 % waren Hispanics oder Lateinamerikaner jedweder Ethnizität. Auf 100 Frauen kamen 101 Männer. Das Durchschnittsalter lag bei 44,4 Jahren.
Seit der Volkszählung 2000 ist die Einwohnerzahl gestiegen, von ursprünglich 5920. Damals betrug das Pro-Kopf-Einkommen knapp 32.500 US-Dollar, womit unter 9 % der Bevölkerung unterhalb der Armutsgrenze lebten.